# Wortreich
Das Wortreich (Eigenschreibweise: wortreich) in Bad Hersfeld ist eine Wissens- und Erlebnisausstellung. Sie wurde 2011 eröffnet und verfügt über 90 Exponate auf insgesamt 1.200 Quadratmetern. Als ein außerschulischer Lernort im Sinne eines Science Center bietet Wortreich neben der Ausstellung Seminare, Workshops und Führungen an, um Besuchenden Sprache und Kommunikation näherzubringen.

## Geschichte
Früher hatte die Schilde AG ihren festen Sitz in Bad Hersfeld. Anfang der 1970er Jahre wurde das Unternehmen mit der Babcock-BSH zusammengelegt, welche 2002 insolvent ging. Trotz der Übernahme durch Grenzebach BSH war unklar, was mit dem Industriegelände geschehen sollte. Durch die zentrale Lage war ein erneutes Aufleben der Produktion keine Option. Im Rahmen eines Folgeantrages zur Landesgartenschau 2014, für die sich Bad Hersfeld beworben hatte, entstand die Idee, die 5,5 Hektar große Fläche in ein Freizeitgelände umzugestalten. Die alten Fabrikgebäude wurden abgerissen, sofern sie nicht unter Denkmalschutz standen. Zusätzlich hatte sich eine Gruppe von Bürgern gebildet, die  an dem entstandenen Konzept mitarbeitete. Der durch das Gelände fließende Bach, die Geis, wurde zu großen Teilen renaturiert. Die Baukosten von rund sechs Millionen Euro wurden von Mitteln des Europäischen Fonds für Regionale Entwicklung (EFRE), von Landesmitteln sowie von städtischen Mitteln gefördert.
Im Herbst 2011 wurde das Wortreich eröffnet; im Jahr 2014 wurde der neu angelegte Park mit dem Städtebaupreis ausgezeichnet.

## Konzept
Die Ausstellung ist aufgebaut wie ein großes Buch mit 11 Kapiteln. Im Eingangsbereich beginnt der rote Faden, der gleichzeitig ein Lesezeichen symbolisiert, der in die Geschichte führt und in allen Kapiteln als weiße Linie stilisiert bestehen bleibt. Der inhaltliche Aufbau der Ausstellung enthält zwei Ebenen. Zum einen ist sie fachlich ausgerichtet und bringt den Besuchenden Sprache und Kommunikation auf verschiedene Arten näher. Jedes Kapitel enthält entsprechend andere Schwerpunkte, welche anhand der fiktiven Lebensgeschichte eines gewissen Konrads verknüpft werden. Zum anderen laden die Exponate zum Mitmachen ein, sodass Wissen spielerisch und mit allen Sinnen erlebt werden kann.

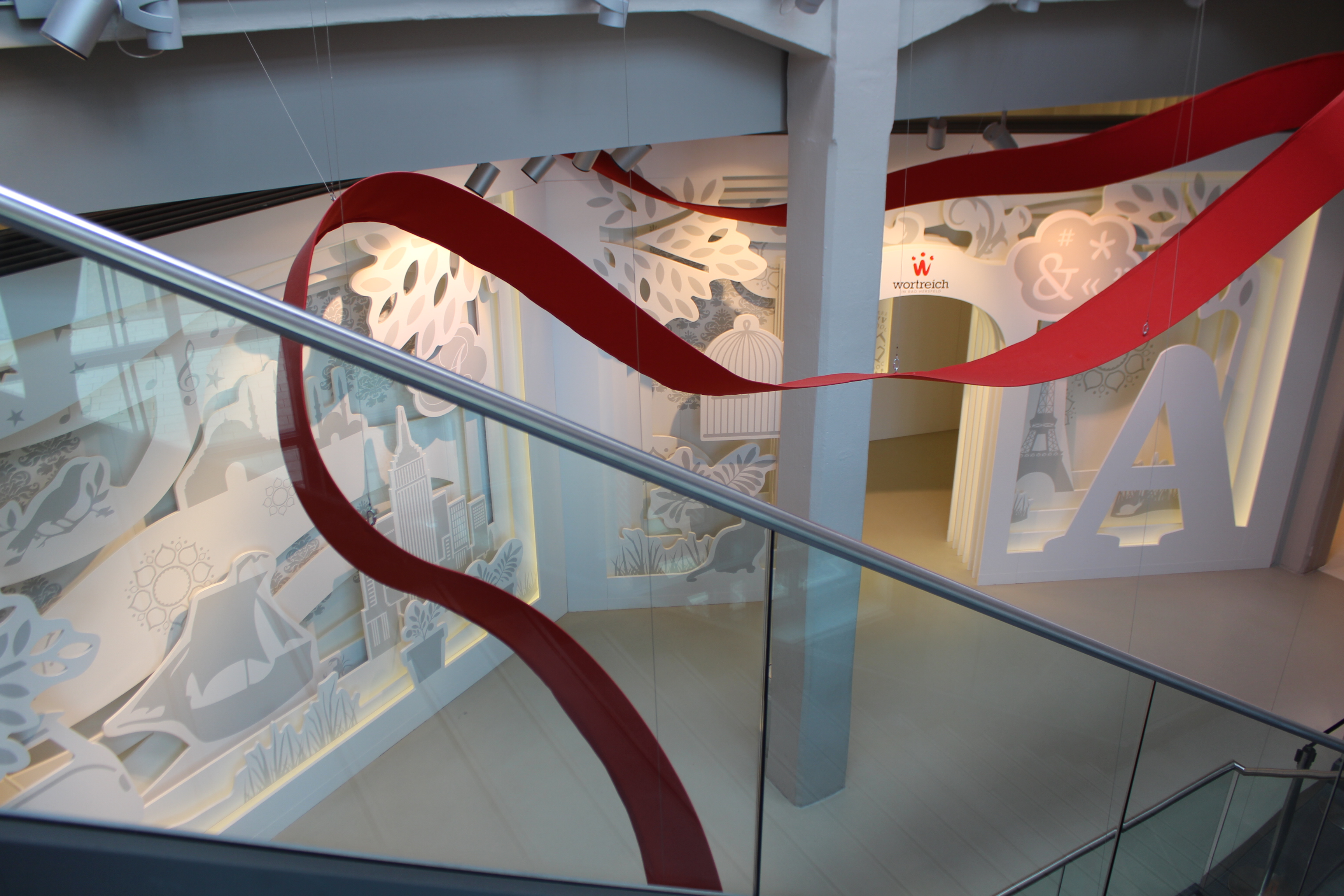
Bucheingang zur wortreich-Erlebnisausstellung

Am Anfang jeden Kapitels steht eine Inhaltsübersicht, die optisch an ein Buch erinnert.
- Kapitel 1: Wir entdecken die Sprache Deutsch
Konrads Geschichte beginnt in seiner Kindheit bei ihm zu Hause. Mit ihm entdeckt der Besucher Phänomene der deutschen Sprache und kann unter anderem in dem Ausstellungsraum, dessen Gestaltung an eine Wohnung angelehnt ist, auf dem „Küchentisch“ Wörterversenken spielen.
- Kapitel 2: Wir verstehen uns (nicht)h
Das Vier-Ohren-Modell von Schulz von Thun beschreibt die unterschiedlichen Ebenen, auf denen eine Aussage wahrgenommen werden kann. Auch Jugendsprache wird thematisiert und die eigenen Kenntnisse können an einem Handy getestet werden, das zudem noch mit einem weiteren Handy in Kapitel 10 verknüpft ist.
- Kapitel 3: Wir machen Theaterh
In diesem Kapitel gibt es verschiedene Kulissen, darunter eine Nachbildung der Stiftsruine. Das Original wird jedes Jahr zum Schauplatz der Festspiele in Bad Hersfeld.
- Kapitel 4: Wir sprechen andere Sprachenh
Gesten können sich von Land zu Land unterscheiden und es bedarf Feingefühl, um nicht in Fettnäpfchen zu treten. Neben der Erfahrung simultan zu dolmetschen, können die verschiedenen Sprachen Europas auf einer großen interaktiven Karte erraten werden.
- Kapitel 5: Wir spielen und lieben mit Wortenh
Hier geht es darum, kreativ mit der Sprache experimentieren, um so Gefühlen Ausdruck zu verleihen. Der Wörtermischer hilft, phantasievolle Prosa zu kreieren.
- Kapitel 6: Wir experimentieren mit der Stimmeh
Im Stimm-Spa können diverse Übungen ausprobiert werden, die die Stimme schulen. Eine interaktive Dialektekarte veranschaulicht die Vielfalt der Sprache deutschlandweit.
- Kapitel 7: Wir lieben Geschichtenh
Hier werden Märchen nacherzählt oder angehört; es kann ein eigenes Hörspiel aufgenommen werden. Auch ein Kriminalfall kann in diesem Kapitel gelöst werden.
- Kapitel 8: Wir sprechen mit dem Körperh
Thema ist die nonverbale Kommunikation. Obwohl Gestik und Mimik schon viel über das eigene Empfinden verraten, helfen die Gebärdensprache und das Gebärdenalphabet bei der Verständigung weiter. Hier kann das Spiel Mindball ausprobiert werden.
- Kapitel 9: Wir vernetzen unsh
Dieses Kapitel beschäftigt sich mit dem Zeitalter der (modernen) Kommunikationstechniken. Hier können Besuchende mit den Augen schreiben, eine Radiosendung aufnehmen und einen 3D-Drucker bewundern.
- Kapitel 10: Wir lassen Worte lebenh
Besuchende können verschlüsselte Texte verfassen und per Graffiti Spuren in der Ausstellung hinterlassen.
- Kapitel 11: Wir erforschen die Tierwelth
Obwohl Tiere nicht sprechen können, haben sie ein System zur Kommunikation, das beispielsweise über Gerüche abläuft. Das letzte Kapitel erinnert an einen Garten, in dem man z. B. einen Geruchparcours absolvieren oder den Bienentanz nachvollziehen kann.

## Ausstellung
Im Wortreich finden sich über 90 interaktive Exponate, die visuell, haptisch, olfaktorisch, auditiv, mechanisch oder über Touchscreen funktionieren. Konrads Geschichte kann angehört und gelesen werden.
Erklärungen zu den einzelnen Stationen finden sich  direkt neben den Exponaten. Sie werden auf Deutsch, Englisch und in Brailleschrift zur Verfügung gestellt. Außerdem gibt es Erkundungsbögen für alle Altersklassen.
Die Dauerausstellung, die sich im ersten Stock des Gebäudes befindet, wird durch Sonderausstellungen ergänzt.

## Hintergründe
Zwei große Persönlichkeiten wirkten und lebten in Bad Hersfeld, wodurch sich ihre Spuren in der Ausstellung finden lassen. Konrad Duden, eine der Inspirationsquellen für den in der Ausstellung präsentierten Konrad, war 29 Jahre lang Direktor des Königlichen Gymnasiums zu Hersfeld (heute Konrad-Duden-Schule). Er verbrachte viele Jahre seines Lebens in Bad Hersfeld. Seine Arbeit zur Vereinheitlichung der deutschen Rechtschreibung und Grammatik ist für das Wortreich von großer Bedeutung. Konrad Zuse, der den ersten funktionierenden, elektronischen Computer baute, kann als Gründer der modernen Kommunikationstechnologie betrachtet werden.
Das Wortreich entstand in Zusammenarbeit mit Einrichtungen, die sowohl pädagogische als auch wissenschaftliche Kenntnisse haben einfließen lassen. Der Name ist mehrdeutig und kann als Adjektiv oder als Nomen gelesen werden. Als Adjektiv meint Wortreich in Bad Hersfeld, dass Bad Hersfeld eine Stadt ist, in der Besucher und Bewohner reich an Worten sind. Das Wort als Nomen bezeichnet ein Reich an Worten. Das Logo stellt ein kleines w dar, auf dem drei Punkte angeordnet sind. Es steht einerseits für den Anfangsbuchstaben des Wortreich, andererseits repräsentiert es drei stilisierte Personen, die miteinander kommunizieren.

## Lehrangebote
In dem großen Gebäude finden sich im zweiten Stock zusätzliche Räume, die für diverse Veranstaltungen genutzt werden. Neben Workshops und Seminaren werden Führungen angeboten.